# Dolenje Dole
Dolenje Dole – wieś w Słowenii, w gminie Škocjan. W 2018 roku liczyła 82 mieszkańców.